# 芒特錫安鎮區 (伊利諾伊州梅肯縣)
芒特錫安鎮區（英語：Mount Zion Township）是位於美國伊利諾伊州梅肯縣的一個行政鎮區。

## 地方資料
根據2010年美國人口普查的數據，芒特錫安鎮區的面積為172.40平方千米，當中陸地面積為172.40平方千米，而水域面積為0.00平方千米。當地共有人口7097人，而人口密度為每平方千米41.17人。